# Władysław Kreowski
Władysław Kreowski, właśc. Konik (ur. 9 stycznia 1889 w Pobiednie, zm. 20 maja 1987 w Sanoku) – polski nauczyciel.

## Życiorys
Urodził się 9 stycznia 1889 w Pobiednie jako Władysław Konik. Był synem Teodora Konika (1848-1927, zarządca majątków) i Marii (wzgl. Zofii) z domu Szuba. Miał rodzeństwo: Marię (1879-1965, po mężu Drozd), Anielę (1881-1971), Stanisława (1884-1936, nauczyciel)), Zofię (1893–1960, żona nauczyciela Leona Baruckiego), Tadeusza (1896-1981).
Uczył się w szkole w Sanoku, a następnie w Krośnie. W 1908 został absolwentem kształcenia w seminarium nauczycielskim. W okresie zaboru austriackiego w ramach autonomii galicyjskiej jeszcze pod rodzimym nazwiskiem Konik podjął pracę nauczyciela. Od 1 lipca 1908 do około 1910 był nauczycielem nadetatowym w 2-klasowej szkole etatowej mieszanej w Lutczy koło Strzyżowa. Równolegle około 1909/1910 był nauczycielem w 1-klasowej szkole etatowej mieszanej w Tyrawie Solnej. Następnie, od 1910 był nauczycielem nadetatowym w 3-klasowej wydziałowej szkole męskiej połączonej z 4-klasową pospolitą im. Franciszka Józefa I w Sanoku.
Po wybuchu I wojny światowej został powołany do służby C. K. Armii, w 1914 został wzięty do niewoli rosyjskiej. Po zwolnieniu z obozu dla jeńców pracował jako nauczyciel w szkole dla dzieci polskich wywiezionych do Rosji. W 1917 uczestniczył w walkach rewolucji październikowej, służąc w oddziałach pomocniczych.
W 1921 powrócił już do niepodległej II Rzeczypospolitej i osiadł w Sanoku. Kontynuował tam pracę nauczyciela – po przemianowaniu macierzystej placówki – w Szkole Męskiej nr 2 im. Króla Władysława Jagiełły (obie szkoły działały w budynku późniejszego II Liceum Ogólnokształcącego w Sanoku). Od 1933 do 1939 był dyrektorem tej szkoły. Zmienił nazwisko na Kreowski. Równolegle pełnił funkcję przewodniczącego „Ogniska”, a po przemianowaniu funkcję prezesa zarządu sanockiego oddziału powiatowego Związku Nauczycielstwa Polskiego. Zasiadał w działającej w Krośnie państwowej komisji egzaminacyjnej dla nauczycieli szkół powszechnych w Okręgu Szkolnym Lwowskim. W latach 30. był pracownikiem Księgarni Nauczycielskiej w Sanoku, działającej w kamienicy przy ul. Tadeusza Kościuszki, której był właścicielem był inny sanocki nauczyciel, Stefan Lewicki. Działał społecznie. W 1931 został członkiem połączonej rady miejskiej Sanoka po przyłączeniu do miasta Posady Olchowskiej. Był członkiem sanockiego gniazda Polskiego Towarzystwa Gimnastycznego „Sokół” do 1939, w którym pełnił funkcję bibliotekarza. Był członkiem wspierającym Katolicki Związek Młodzieży Rękodzielniczej i Przemysłowej w Sanoku. W 1933 został wybrany członkiem zarządu sanockiego oddziału Polskiego Czerwonego Krzyża. 
Po wybuchu II wojny światowej po nastaniu okupacji niemieckiej został zwolniony z stanowiska kierownika szkoły w Sanoku, po czym pracował w pobliskiej Grabownicy, a potem w Rymanowie. Działał w ramach Komitetu Pomocy Zimowej w Sanoku, a po tym jak uniknął zatrzymania podczas aresztowań aktywistów tej organizacji w lutym 1940, wyjechał z miasta. W 1942 przystąpił do Związku Walki Zbrojnej, przyjmując pseudonim „Szklarski”. Działał w wywiadzie na obszarze Sanoka i Rymanowa oraz w tajnym nauczaniu. W związku ze swoją działalnością konspiracyjną i w tajnym nauczaniu został aresztowany przez Niemców w Rymanowie. Został osadzony w więzieniu w Sanoku 20 maja 1942 (w tym okresie w zakładzie był też więziony jego syn Jerzy od 3 marca do 22 sierpnia 1942). Przebywał tam do 12 czerwca 1942, po czym został skierowany do Tarnowa. Później trafił do obozu koncentracyjnego Auschwitz-Birkenau 6 lipca 1942 jako więzień polityczny, gdzie otrzymał numer obozowy 45028. W dniach 17-18 grudnia 1944 został przeniesiony do obozu Buchenwald, gdzie otrzymał numer obozowy 4759. W tym obozie doczekał wyzwolenia przez aliantów u kresu wojny 11 kwietnia 1945, a zwolniony został 2 maja 1945.
8 sierpnia 1945 przybył do Polski. Powrócił do Sanoka z uszczerbkiem na zdrowiu. Ponownie pracował jako nauczyciel. Był kierownikiem męskiej Publicznej Szkole Powszechnej im. Władysława Jagiełły (1945/1946). Sprawował też stanowisko dyrektora szkoły ćwiczeń Licem Pedagogicznego w Sanoku. 7 października 1945 został wybrany członkiem sanockiego oddziału (koła) Związku byłych Więźniów Ideowo-Politycznych z czasów wojny z lat 1939-1945. W 1946 zaangażował się w próbę reaktywacji Towarzystwa Gimnastycznego „Sokół” w Sanoku w 1946. Po przemianowaniu organizacji kombatanckiej w lutym 1947 został wybrany wiceprezesem koła w Sanoku Polskiego Związku Byłych Więźniów Politycznych Hitlerowskich Więzień i Obozów Koncentracyjnych, ponownie wybrany 16 marca 1948. Był też członkiem zarządu. Potem przystąpił do utworzonego w 1949 Związku Bojowników o Wolność i Demokrację, 7 grudnia 1958 wybrany przewodniczącym komisji weryfikacyjno-odznaczeniowej oddziału powiatowego w Sanoku ZBoWiD. W 1951 został wybrany na stanowisko etatowego zastępcy przewodniczącego Miejskiej Rady Narodowej w Sanoku. W listopadzie 1956 został wybrany członkiem obwodowej komisji wyborczej nr 1 w Sanoku. Od 1958 do 1960 był kierownikiem Publicznej Szkole Powszechnej im. Tadeusza Kościuszki. Należał do PZPR. W 1971 zostało wszczęte śledztwo przez Wydział Śledczy KWMO Rzeszów, w którym Władysław Kreowski był podejrzany o rozrzucanie ulotek dotyczących zbrodni katyńskiej w dniu 14 kwietnia 1971. Postanowieniem z 30 sierpnia 1971 Prokuratura Wojewódzka w Rzeszowie umorzyła śledztwo. W 1977 otrzymał zaświadczenie kombatanta. Na początku lat 80. został uznany za najstarszego żyjącego byłego więźnia Auschwitz.
3 września 1921 jego żoną była Wanda Maria (1896-1961, córka Stanisława Baumana i Julii z domu Gołkowskiej), z którą miał dzieci: Zofię (1922-2007), Jerzego (1924-1980), Joannę (ur. 1930). Zamieszkiwał przy ulicy Wałowej w Sanoku. Zmarł 20 maja 1987 w Sanoku. Został pochowany w grobowcu rodzinnym na cmentarzu przy ul. Rymanowskiej w Sanoku.

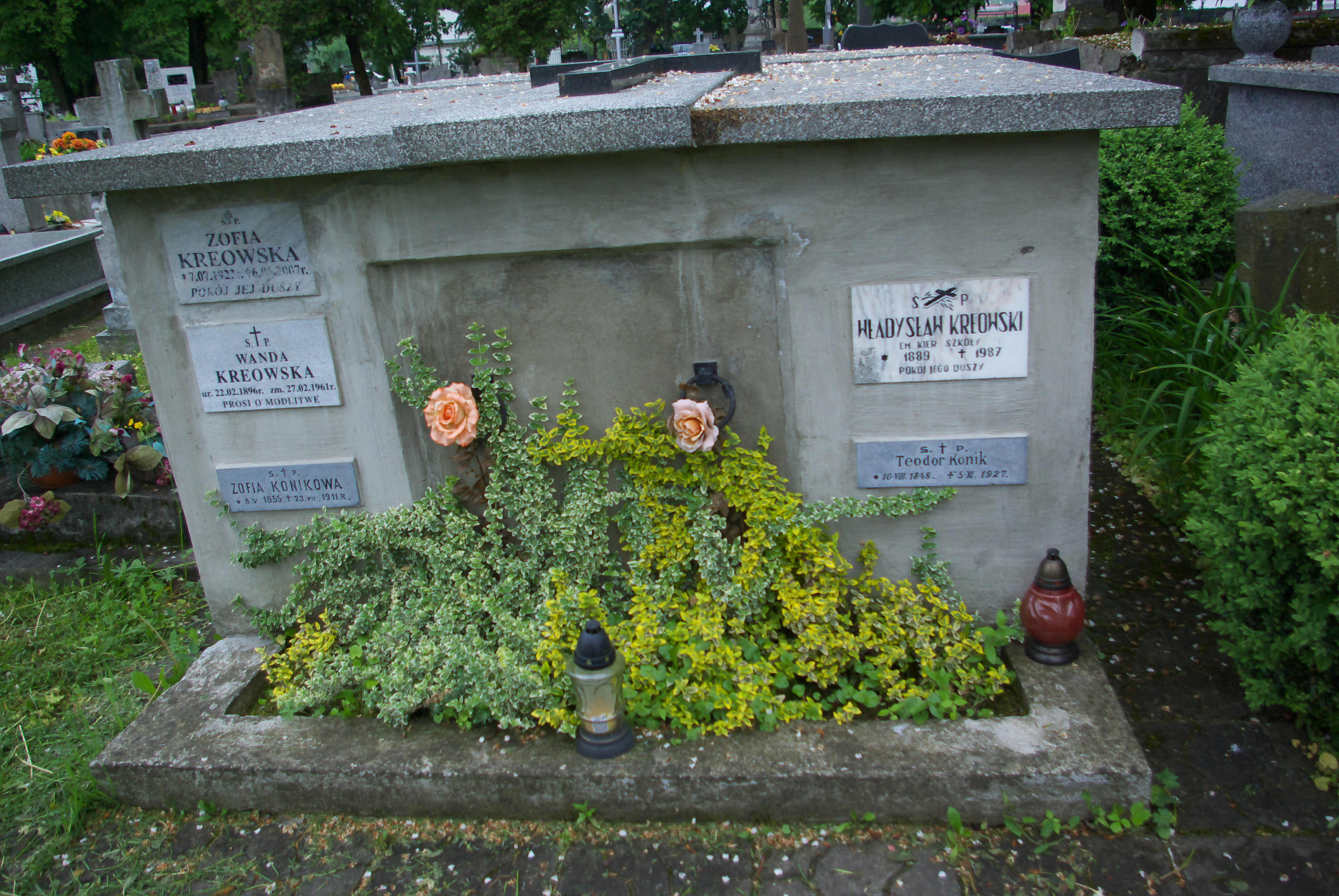
Grobowiec rodziny Kreowskich w Sanoku

## Odznaczenia
- Krzyż Kawalerski Orderu Odrodzenia Polski (1957)[61]
- Krzyż Partyzancki (1959)[62]
- Medal Zwycięstwa i Wolności 1945 (1957)[62]
- Srebrny Medal za Długoletnią Służbę (1938)[63]
- Krzyż Armii Krajowej (1976)[63]
- Medal Komisji Edukacji Narodowej (1981)[63]
- Odznaka Grunwaldzka (1958)[62]
- Złota Odznaka ZNP nr 180 (1956)[64]
- Dyplom zasługi, przyznany przez Zarząd Okręgu Wojewódzkiego Ligi Obrony Powietrznej i Przeciwgazowej we Lwowie z okazji „XIII Tygodnia L.O.P.P.” (1936)[65]